# Конради, Андрей-Людвиг Владимирович
Андрей-Людвиг Владимирович Конради (1853, Аламчик, Симферопольский уезд, Таврическая губерния — 1898, Севастополь) — русский инженер-гидротехник, строитель многих водопроводов на Юге России, в Крыму и на Кавказе.

## Биография
Родился в 1853 году в Крыму в имении Аламчик. Сын инженер-полковника Владимира Конради, также руководившего гидротехническими работами (в частности, в Ялте), внук врача Фёдора Петровича Конради (1775—1848), выходца из швейцарского кантона Граубюнден, в России работавшего на Кавказских Минеральных Водах.
Окончил Симферопольскую гимназию и Санкт-Петербургский горный институт. В качестве артиллерийского офицера принимал участие в Русско-турецкой войне 1877—78 годов.
С 1883 года служил по Горному ведомству, работал сперва в посёлке Саки (Крым), а в дальнейшем и во многих других местах в Крыму и на Кавказе.
Среди наиболее известных сооружений, созданных под руководством Конради:
- Стена Конради — снегозадерживающее сооружение в Горном Крыму, часто ошибочно принимаемое туристами за мегалитическое.
- Юцкий водопровод в Пятигорске[1]
- Лермонтовский водопровод в Кисловодске[1]
- Городские водопроводы во Владикавказе, Севастополе, Нахичевани-на-Дону[2]
- Благоустройство бальнеологической лечебницы в посёлке Горячий Ключ[3]
- Винные погреба в Массандре[1]
- Бальнеологический комплекс «Островские ванны» в Железноводске (по проекту архитектора П. Ю. Сюзора)
- Переустройство водопровода в Ялте

В ноябре 1888 году Ялтинская городская управа заключила договор с инженером Андреем Владимировичем Конради на переустройство городского водопровода. Проект переустройства водопровода предусматривал прокладку новых 5-ти дюймовый труб, ремонт водопроводного резервуара, установку сети пожарных кранов, устройство бетонных резервуаров для автоматической промывки городской канализации. А также должна быть устроена турбина, с помощью которой «могла бы быть получена водяная сила, достаточная для возбуждения электрического тока с целью освещения городской набережной и городского сада». К августу 1889 года работы были успешно завершены, и городская дума утвердила перечень выполненных работ.
— Создание и развитие Ялтинского городского водопровода и канализации. Хроники (1847 – 1920 гг.)
И др.
Имел ордена: Святого Станислава 3-й степени (за Русско-турецкую войну), Святой Анны 3 степени (за производство работ на Кавказских Минеральных Водах).
В 1894 году выступил соучредителем «Акционерного общества по благоустройству городов», которое должно было заниматься строительством водопроводов; одновременно с этим начал строительство в Пятигорске стекольного завода.
Скончался в 1898 году в Севастополе.

## Книга Конради
- Андрей-Людвиг Конради. Сельскохозяйственное водоснабжение горной части Крымского полуострова, Санкт-Петербург, Отдел земельных улучшений Министерства земледелия и государственных имуществ, 1894, 116 с.